# Piva (rivier)
De Piva is een 120 km lange rivier die door Montenegro en Bosnië en Herzegovina stroomt. Eigenlijk wordt maar 34 kilometer Piva genoemd. Andere delen heten Tušina, Bukovica, Bijela en Komarnica. Vanwege de vele namen heeft de Piva de bijnaam De rivier met de vijf namen. De rivier ontspringt in de Dinarische Alpen, niet ver van het klooster van Piva. Hij stroomt het grootste deel door Montenegro en 1,4 kilometer door Bosnië en Herzegovina. Daar vloeit hij samen met de Tara, wat het begin is van de Drina.
In de kloof van de rivier is de Mratinjedam gebouwd, die met een hoogte van 200 meter een van de hoogste stuwdammen in Europa is.

## Afbeeldingen

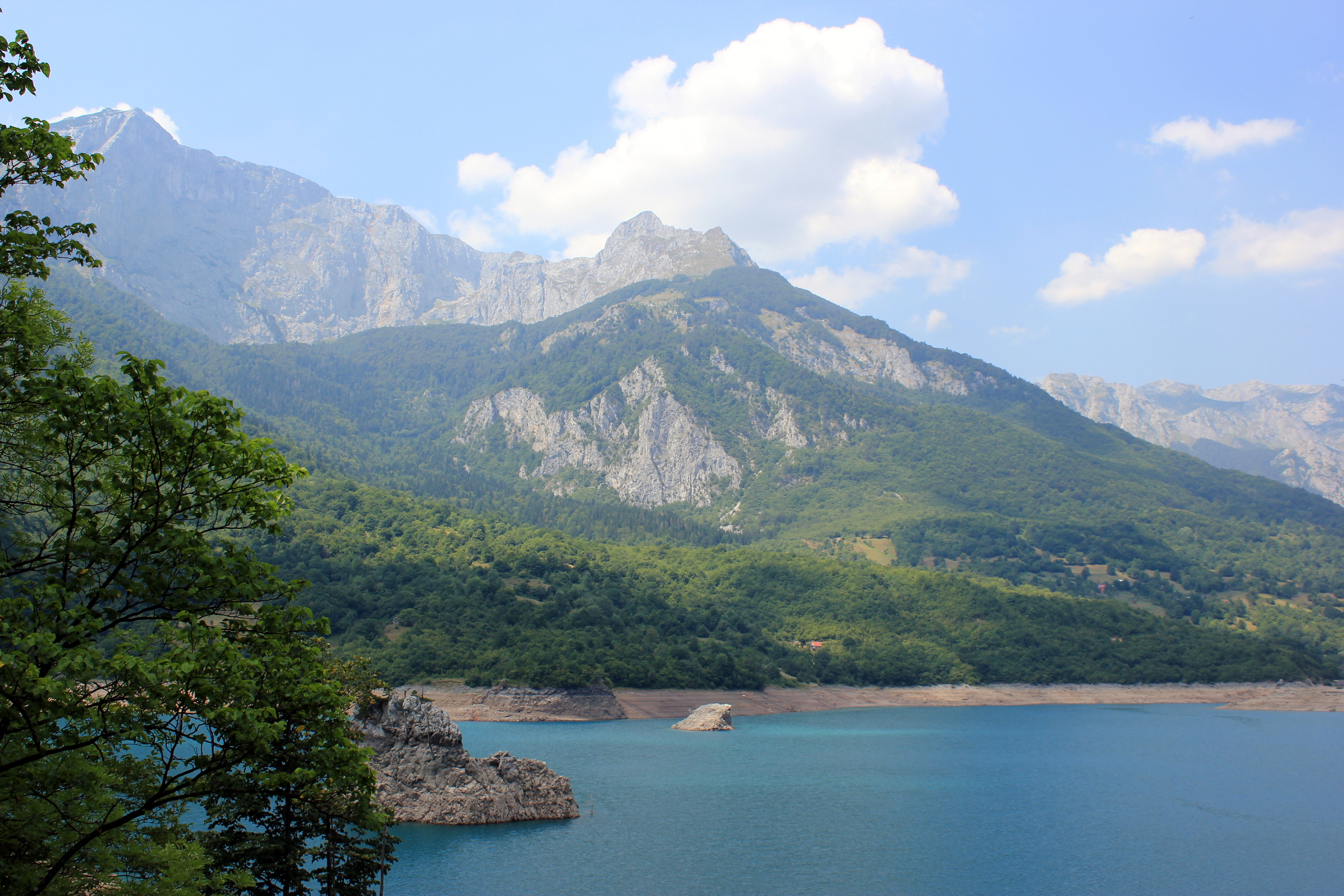
Piva-stuwmeer bij Plužine, Montenegro
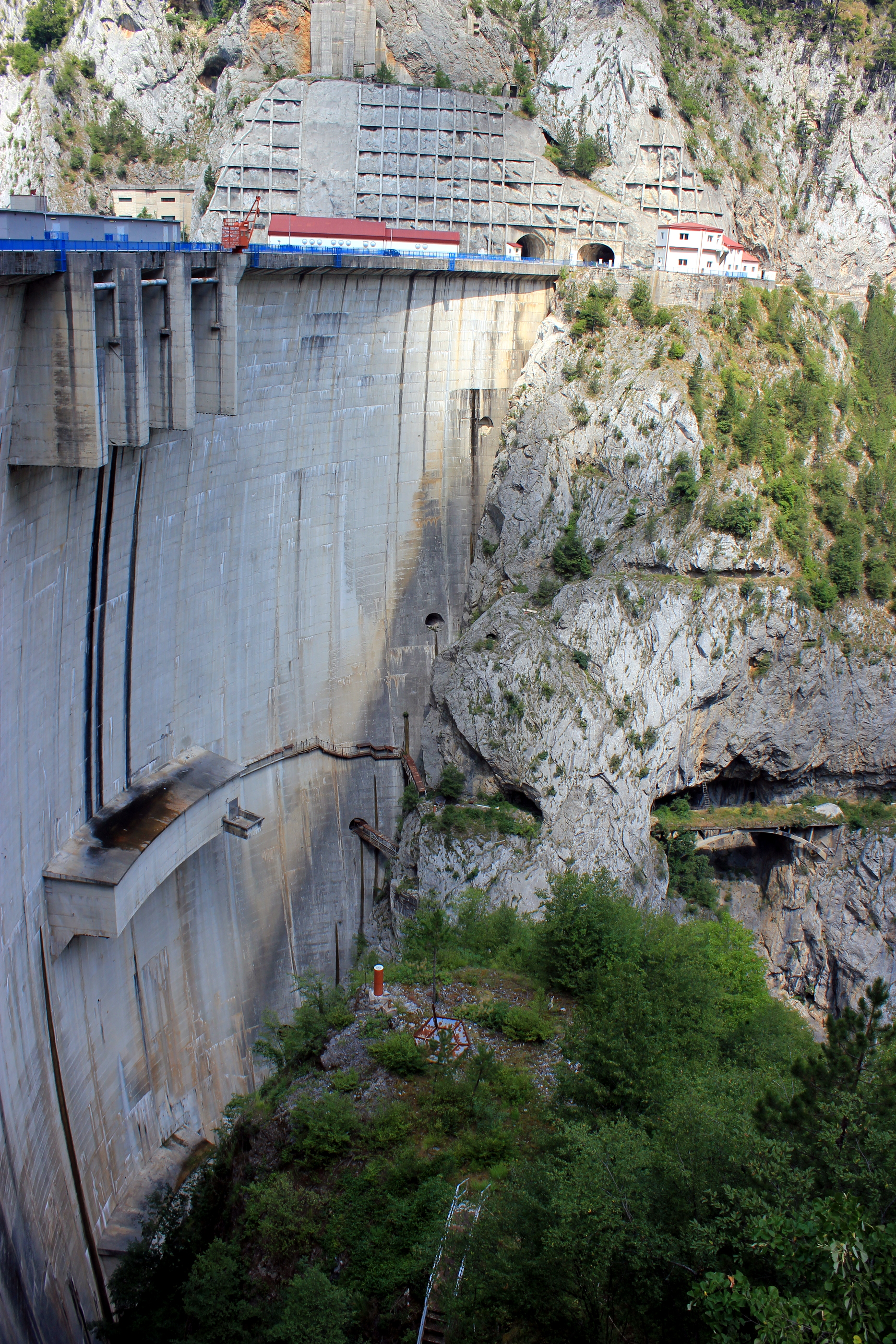
Mratinjedam, Montenegro
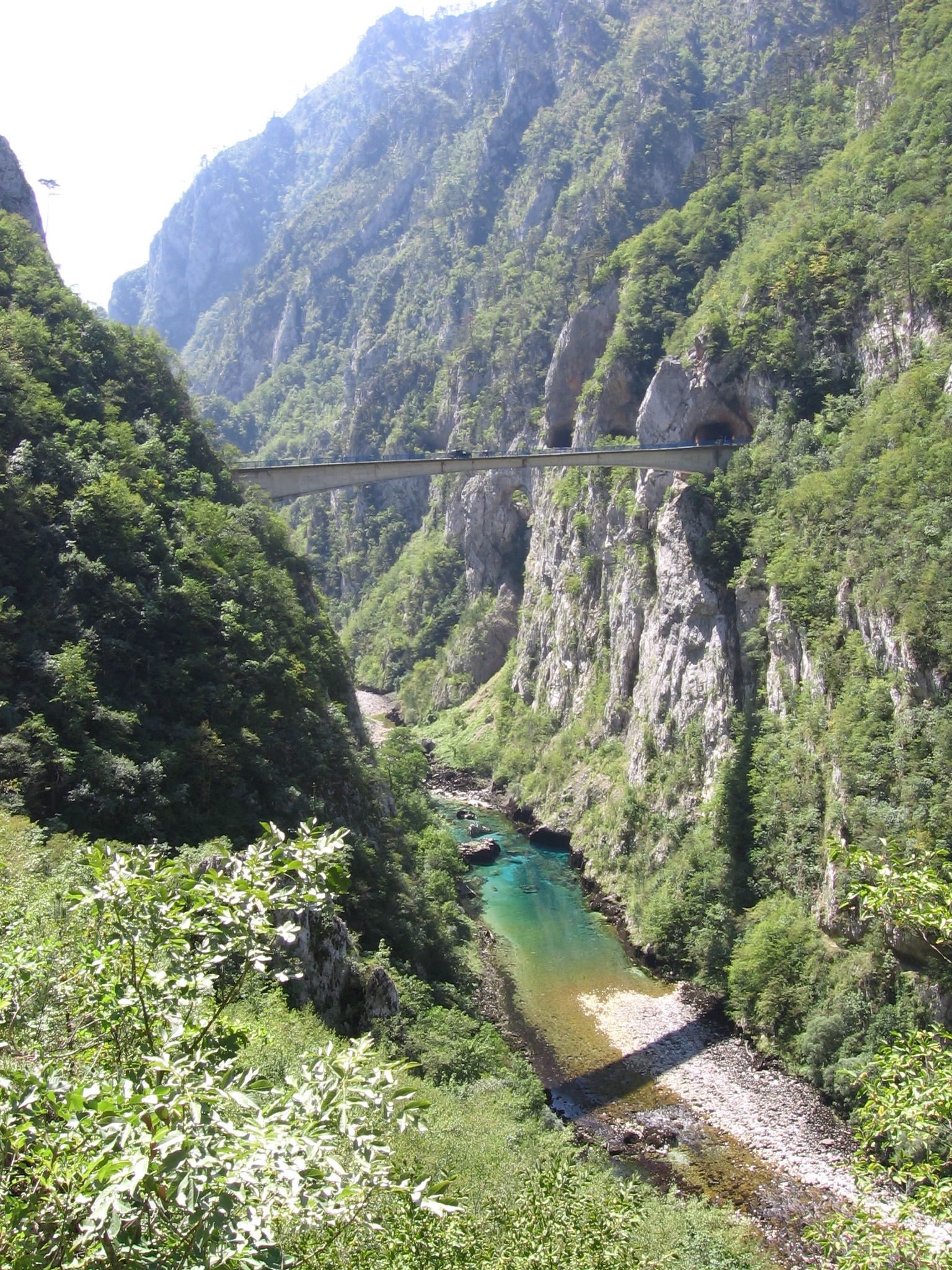
Brug over de Piva, ten noorden van Plužine, Montenegro

- Gemeinsame Normdatei: 4311732-6
- Virtual International Authority File: 237852314